# Wallen (huidaandoening)

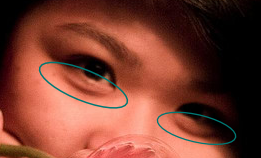
Wallen

Wallen onder de ogen is een deels genetisch bepaalde vetophoping of slechte doorbloeding onder de onderste oogleden. Wallen kunnen donkerder van kleur zijn dan de rest van de huid van het gezicht. Wallen kunnen ook optreden door slaapgebrek of door stress of iets ongezonds in het levenspatroon.
Wallen kunnen ook ontstaan door vochtophoping. Bij vermoeidheid is deze vochtophoping het snelst zichtbaar. Ook als mensen huilen worden de wallen dikker.
Zogenaamde samentrekkende crèmes kunnen de wallen verminderen. Sperti (aambeicrème) is een veelgebruikt middel door fotomodellen.

## Donkere kringen

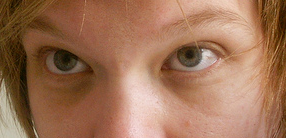
Donkere kringen

Wallen worden vaak verward met donkere kringen, die ontstaan als de huid onder de ogen dunner wordt, waardoor bloedvaatjes door de huid schijnen. De kringen zijn een weerkaatsing van de onderliggende spieren en bloedvaatjes.

## Oorzaken
De oorzaken van donkere kringen zijn uiteenlopend en kunnen worden onderverdeeld in de volgende categorieën:
- Anatomische factoren: Een dunne huid rond de ogen of verlies van volume (zoals bij veroudering) kan leiden tot zichtbare bloedvaten of schaduwvorming.
- Pigmentatie: Verhoogde melanineproductie onder de ogen komt vooral voor bij mensen met een donkerdere huidskleur.
- Leefstijlgerelateerde factoren: Slaapgebrek, alcoholgebruik, roken, uitdroging of hoge zoutinname kunnen donkere kringen verergeren.
- Genetica: Erfelijke aanleg speelt vaak een rol bij zowel de dikte van de huid als de pigmentatie.
- Allergieën: Chronische irritatie kan leiden tot hyperpigmentatie of verwijde bloedvaten onder de ogen.